# Алмайра
Алмайра (на английски: Almira) е град в окръг Линкълн, щата Вашингтон, САЩ. Алмайра е с население от 302 жители (2000) и обща площ от 1,3 km². Намира се на 585 m надморска височина. ЗИП кодът му е 99103, а телефонният му код е 509.